# Волкова, Софья Дмитриевна
Софья Дмитриевна Волкова (род. 6 октября 1989, Москва) — российская синхронистка, многократная чемпионка Европы (2005, 2006) и мира (2006) среди юниоров в разных видах программы, чемпионка России в групповых упражнениях (2007). Мастер спорта России международного класса (2005).

## Биография
Родилась 6 октября 1989 года в Москве в семье известных советских спортсменов Татьяны и Дмитрия Волковых. Начала заниматься синхронным плаванием в возрасте 7 лет в МГФСО у Марии Максимовой. С 2003 года тренировалась под руководством Валентины Тепляковой и Татьяны Данченко.
В середине 2000-х годов входила в состав юниорской сборной России, многократно становилась чемпионкой Европы (2005, 2006) и мира (2006) в разных видах программы в возрастной категории до 18 лет. В 2007 году стала чемпионкой России среди взрослых в групповых упражнениях.
В 2007 году завершила свою спортивную карьеру. В 2013 году окончила Российский государственный университет физической культуры, спорта, молодёжи и туризма. В дальнейшем стала заниматься журналистикой, работала пресс-атташе Российской федерации прыжков в воду, была ведущей программ на телеканалах «Здоровое ТВ» и «Матч ТВ», на протяжении многих лет является постоянным автором журнала «Плавание». В 2017—2018 годах выступала в водных шоу «Fine Line» и «Hideaway Heist» американской круизной компании «Royal Caribbean International». С 2022 года занимается тренерской деятельностью в автономной некомерческой организации «Национальная школа плавания».